# Rozsdás héjabagoly
A rozsdás héjabagoly (Ninox rufa) a madarak osztályának a bagolyalakúak (Strigiformes) rendjéhez, a bagolyfélék (Strigidae) családjához tartozó faj.

## Rendszerezése
A fajt John Gould angol ornitológus írta le 1846-ban, az Athene nembe Athene rufa néven.

## Alfajai
- Ninox rufa aruensis (Schlegel, 1866) - Aru-szigetek
- Ninox rufa humeralis (Bonaparte, 1850)  - Új-Guinea és Waigeo szigete
- Ninox rufa meesi (I. J. Mason & Schodde, 1980) - York-félsziget
- Ninox rufa queenslandica (Mathews, 1911) - Queensland keleti része
- Ninox rufa rufa (Gould, 1846)  Ausztrália északnyugati része

## Előfordulása
Új-Guinea szigetén, Indonézia és Pápua Új-Guinea területén, valamint Ausztrália északi részén honos. Természetes élőhelyei a síkvidéki és hegyi esőerdők, mangroveerdők és szavannák, folyók és patakok környékén.

## Megjelenése
Testhosszúsága 52 centiméter, szárnyfesztávolsága 100-120 centiméter.
|  |

## Életmódja
Főleg emlősökkel táplálkozik, de más állatokat is fogyaszt.

## Természetvédelmi helyzete
Az elterjedési területe nagyon nagy, egyedszáma viszont csökken, de még nem éri el a kritikus szintet. A Természetvédelmi Világszövetség Vörös listáján nem fenyegetett fajként szerepel.